# Huelva (província)
Huelva é uma província raiana da Espanha e uma das oito províncias que compõe a comunidade autónoma da Andaluzia, localizando-se a oeste da mesma. Sua capital é a cidade de Huelva. Com uma população de 524 278 habitantes em 2020, é a 31ª província espanhola em termos populacionais, sendo a menos populosa da Andaluzia.
Faz divisa ao norte com a província de Badajoz; ao leste com a província de Sevilha; ao sudeste com Cádis; ao oeste com os distritos portugueses de Faro e Beja, e ao sul com o Oceano Atlântico.
Se tornou província com a divisão territorial de 1833, englobando os municípios então pertencentes ao Reino de Sevilha, com a exceção daqueles que pertenciam à antiga província de Estremadura. Hoje é dividida em 80 municípios, agrupados em seis partidos judiciais.
A economia de Huelva, assim como em outros territórios espanhóis, é dominada pelo setor terciário, que corresponde à 57% do PIB da província. O setor secundário possui uma importância relativamente maior em comparação com o que se vê no resto da Andaluzia, graças ao Pólo Químico de Huelva e a Refinaria de La Rábida. Entre as principais atividades do setor primário se destacam a pesca – sobretudo na cidade de Isla Cristina, e agricultura em estufas, com destaque para a produção de morangos em Almonte, Lepe, Rociana del Condado, Palos de la Frontera e Moguer. Outro produto de destaque em Huelva é o presunto ibérico de Jabugo, que possui denominação de origem protegida.

## Municípios
- Lista de municípios de Huelva